# Syngamoptera kanoi
Syngamoptera kanoi är en tvåvingeart som beskrevs av Shinonaga 2003. Syngamoptera kanoi ingår i släktet Syngamoptera och familjen husflugor. Inga underarter finns listade i Catalogue of Life.